# Unswabbed
 (juin 2023).
Unswabbed est un groupe de nu metal français, originaire de Lille, dans le Nord-Pas-de-Calais. Unswabbed est formé en 1996 sous l'initiative de cinq membres : Seb, Bruno, Mathias, Filz, et Charles. Le groupe prévoit un premier album studio à la fin de 2003, qui sort sous le titre Unswabbed en 2004. En 2011, le groupe compte trois albums, des centaines de concerts, 15 ans d'activité.

## Biographie

### Débuts (1996–2002)
Unswabbed est formé en 1996, à Lille. Seb, Bruno, Mathias, Filz, et Charles, se rencontrent en 1995 et ,tous issus d'horizons musicaux différents, forment Unswabbed avec la seule ambition de se faire plaisir. En janvier 1997, ils enregistrent une première démo-cassette In a Single Day suivie rapidement d'un EP sept titres, intitulé Trouver le calme, sur lequel Côme, bassiste de Silmarils, fait une apparition remarquée. Une année et une centaine de concerts plus tard, Unswabbed pose les bases d'un univers propre à eux avec Mort fine sous la houlette d'un certain Stéphane Buriez. Un groupe plus mûr, un style affiné, une production bien exécutée seront les atouts de ces quatre titres, vendu à plus de 3 000 exemplaires.
Avec plus de 200 dates à leur actif, Unswabbed s'impose alors comme un véritable groupe de scène capable d'assumer les premières parties de groupes confirmés de la scène française (Nihil, Oneyed Jack, Watcha, Mass Hysteria, Lofofora, Enhancer) ou de la scène anglaise (Senser, Pulkas). Leur participation en qualité de découverte rock et métal au Printemps de Bourges 2001 suscite d'ailleurs l'intérêt de Canal qui les suit durant cinq jours dans le cadre de leur émission Un Monde de brute. Le groupe signe en édition chez WTPL Music. Empreints d'une nouvelle force scénique, Unswabbed peut désormais s'affirmer en tant que tête d'affiche et partir à l'assaut des salles françaises pour une centaine de dates. Les Francofolies de Spa ne s'y tromperont pas et leur offriront le privilège d'être le premier groupe métal programmé dans le IN.
En parallèle, le magazine Rocksound s'intéresse à Unswabbed dans leur 100Rock français, hors série réunissant les 20 espoirs rock et métal de l'hexagone. C'est donc naturellement que le groupe est sélectionné aux côtés de groupe de métal français au sein de deux compilations vendues chacune à plus de 10 000 exemplaires : Frenchcore (Wagram Music) et Nu-KO (Epic/Sony Music). Unswabbed se fait connaître du grand public.

### Unswabbed(2003–2004)
Le groupe prévoit un premier album studio à la fin de 2003. C'est donc encadré de l'équipe de Booster WTPL Music et de Terminal Zone, puis de Stéphane Buriez, que le groupe prend le chemin du studio et enregistre les 14 titres d'un album éponyme empreint de leurs dualités permanentes. Unswabbed dévoile les deux facettes de sa personnalité : - l'une sensible et sincère traitant de la schizophrénie (Si Souvent), de la paranoïa (Paranoïaque) et de sujets plus personnels comme les problèmes de l'enfance ou du suicide dans Le Fil, En silence, Intimes souffrances - l'autre percutante et incisive avec des morceaux comme Le Lien, Shred Up (manifeste du groupe) ou Ailleurs.

### InstinctetIn Situ(2005–2010)
En 2005, Unswabbed célèbre sa dixième année d'existence. C'est toujours avec la même amitié qui lie le groupe que ce dernier enregistre son deuxième album, Instinct, au printemps 2005, chez Booster. Réalisé par Unswabbed et mixé par Stéphane Buriez et Mathias Sawicz, cet album déborde de maturité. Instinct est l'aboutissement d'une décennie de joies, de complicités mais aussi d'émotions et de peurs retrouvées dans des titres comme La Chute, Invisible ou Encore sourire. Le groupe se fait encore un peu plus remarquer grâce aux clips Rien a perdre et Jusqu'à l'aube. Instinct sort le jeudi 26 janvier 2006 en France, Belgique, et au Québec.
En mars 2007, Mathias quitte Unswabbed. Puis, après une centaine de concerts, le 8 octobre 2007 sort le troisième album, intitulé In-Situ. Toujours produit par Booster WTPL Music, cette fois les prises sont faites à la Chapelle Studio en Belgique. La pochette est confiée à Éric Canto, Le mixage et le mastering sont confiés à Francis Caste.

### Dernières activités (depuis 2011)
En 2011, après trois albums, des centaines de concerts, 15 ans d'activité, Unswabbed avait besoin d’un nouveau challenge, de faire le point et de renouveler, comme à leur habitude, leur vision artistique. Le groupe débranche donc les guitares et les basses, range les pédales de distorsion, pose ses baguettes, ou tout du moins tape moins fort, le temps d’un album et d’une tournée acoustique. Intact sort le 4 avril 2011 en France, Belgique, et Suisse. Plus qu’un nouvel album, cet opus regroupe 11 anciens titres totalement transformés et deux inédits. La sensibilité, les émotions à fleur de peau et le sens de la mélodie qui ont fait depuis plus de dix ans la réputation d’Unswabbed sont ici mis à nus. Cette même année,Philippe « Filz » Mathieu quitte le groupe après 16 ans d'activité.
En 2014, ils sortent un nouvel EP, comportant cinq titres, intitulé Tales from Nightmares.

## Membres

### Membres actuels
- Sébastien Simon – chant (depuis 1995)
- Charles Hartley – guitare (depuis 1995)
- Bruno Mathieu – batterie (depuis 1995)
- Christophe « Tof » Douay – basse (depuis 2007)
- Étienne Fauquet – guitare (depuis 2022)

### Anciens membres
- Mathias Sawicz – basse (1995–2007)
- Philippe « Filz » Mathieu – guitare (1995–2011)
- Alex Renaux – guitare (2015-2022), basse (2007)

## Vidéographie
- Jusqu'à l'aube (2006)
- Rien à perdre  (2007)
- Addict (2008)
- Juste un rêve (2010)
- De l'ombre à la lumière (2017)
- tic tac toe (2022)
- carpe diem (2022)